# Filomati

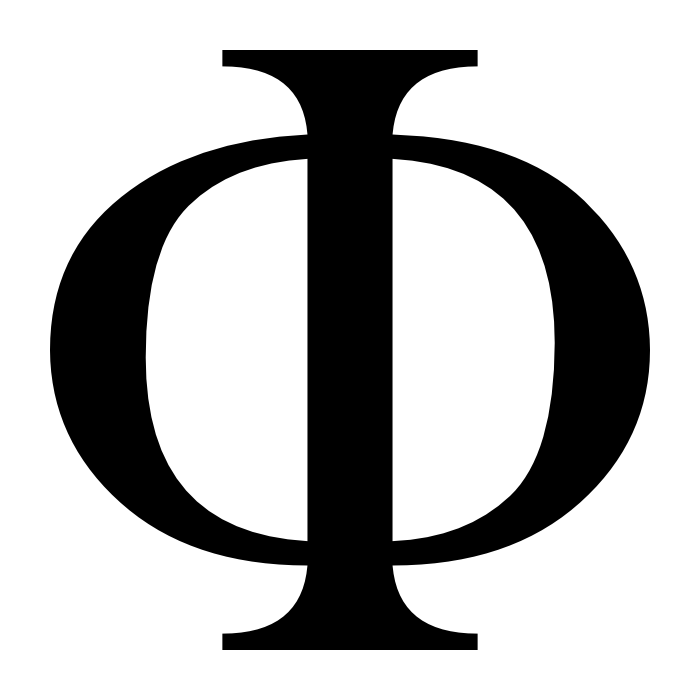
La lettera phi greca come simbolo dei filomatici.

Il termine filomate, derivante da filomazia, in uso presso i neoplatonici alessandrini Teone e Ipazia, letteralmente significa «amante del sapere» o più propriamente dell'apprendimento (dal greco philos, «amore», + mathema, «scienza» o «apprendimento»), denotando cioè un desiderio di imparare.
(Sidonio Apollinare, L'elogio funebre di Filomazia, epist. 2, 8
In realtà tale citazione alla lettura del testo originale non risulta)
In età moderna nacquero le accademie dei filomati, associazioni di intellettuali attive a partire dal tardo Rinascimento.

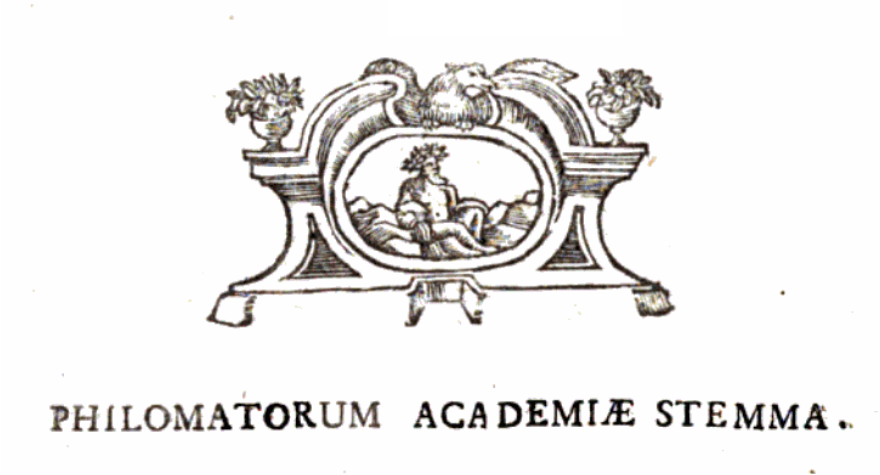
Stemma dell'Accademia dei Filomati di Cesena.

## Storia
In Italia esistevano sedi accademiche a Firenze, Cesena, Lucca e Siena. Quest'ultima, istituita nel 1577 da Gerolamo Benvoglienti, nel 1654 confluì nell'Accademia degli intronati. Nel 1834 l'accademia di Lucca divenne pubblica assumendo il titolo di "regia".
Nel 1788 è attestata a Parigi l'esistenza di una Società Filomatica (Société philomatique), dedita alla  scienza e alla ricerca, da cui si svilupparono altre organizzazioni regionali, alcune delle quali esistono ancora oggi.

### La Società dei Filomatów in Polonia

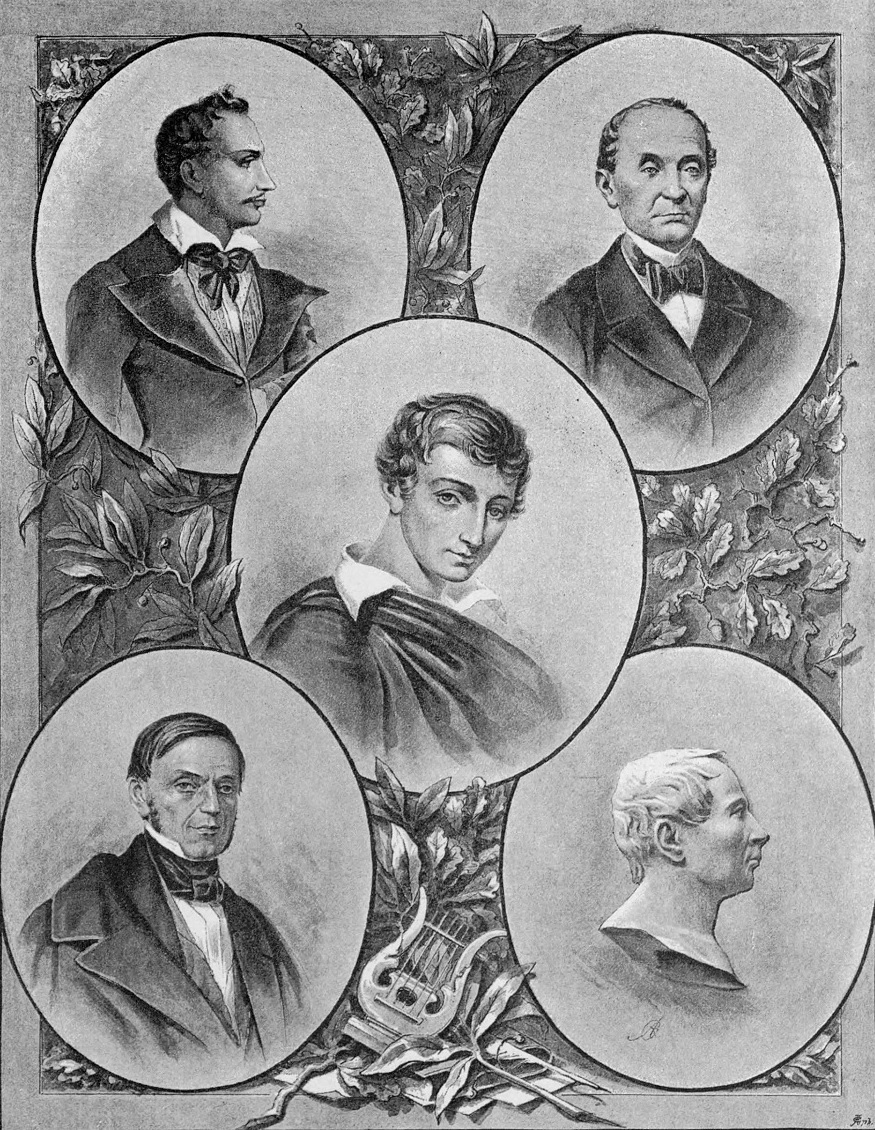
Membri dei Filomati e dei Filareti nella Polonia dell'Ottocento.

Nel 1817 fu fondata in Polonia una Società dei Filomati (Towarzystwo Filomatów), associazione studentesca clandestina con sede a Vilnius.
Il suo intento era utilizzare il sapere e la scienza per creare una coscienza nazionale polacca, e ottenere una maggiore indipendenza politica all'interno dell'impero russo. Vi appartenevano alcuni intellettuali di rilievo come il poeta Adam Mickiewicz.
Nonostante l'orientamento piuttosto idealistico dei membri, che difficilmente apparivano come combattenti attivi della resistenza, fu oggetto di repressioni e persecuzioni da parte delle autorità russe, che portarono alla messa al bando dell'organizzazione nel 1823.
A partire dal 1830, nella Prussia occidentale si svilupparono movimenti studenteschi segreti con obiettivi simili, le cui attività dopo il 1870 furono osteggiate e vietate in alcune scuole. Alcuni tuttavia sopravvissero fino all'indipendenza polacca nel 1919.